# NGC 7108
NGC 7108 (ook: NGC 7111) is een elliptisch sterrenstelsel in het sterrenbeeld Waterman. Het hemelobject werd op 3 augustus 1864 ontdekt door de Duitse astronoom Albert Marth.

## Synoniemen
- MCG -1-55-2
- PGC 67189